# Montemitro
Montemitro – miejscowość i gmina we Włoszech, w regionie Molise, w prowincji Campobasso.
Według danych na rok 2004 gminę zamieszkiwało 468 osób, 29,2 os./km².